# Гостопримство
Гостопримство је свеприсутан друштвени феномен (у широком спектру култура и у свим временским периодима), који подразумева пружање заштите и бриге странцу („госту“).

## Концепт
Различити аутори дају разна тумачења, фокусирајући се на појединачне аспекте гостопримства. Оно се може схватити као квалитет који је својствен одређеној особи, који одражава његов позитиван став и великодушност према гостима које прима, или као грана пословања усмерена на пружање услуга лицима ван свог дома.

## Историја
Настанак институције гостопримства настао је у периоду примитивног друштва, а био је повезан са потребом избегавања сукоба повезаних са заједничким коришћењем природних ресурса.
Касније су традиције гостопримства попримиле карактер обичајног права. У античком свету институција гостопримства добија међународноправни карактер и има за циљ да обезбеди безбедност страних трговаца.
У средњем веку, додатна функција институције гостопримства била је служба феудалног племства од стране зависних лица. Можемо разликовати следеће типове угоститељских односа који су постојали на Западу током средњег века:
- Пријатељско гостопримство.
- Гостопримство у црквеним установама засновано на верским нормама.
- Краљевске и сењоријске четврти.
- Плаћено и безлично гостопримство гостионица.

Тренутно је гостопримство карактеристично за већину народа као културна традиција, као и основа услужне делатности повезане са услуживањем гостију.